# Allmän skräddare
Allmän skräddare (Gerris lacustris) är en insektsart som först beskrevs av Carl von Linné 1758.  Allmän skräddare ingår i släktet Gerris och familjen skräddare. Arten är reproducerande i Sverige. Inga underarter finns listade i Catalogue of Life.

## Bildgalleri

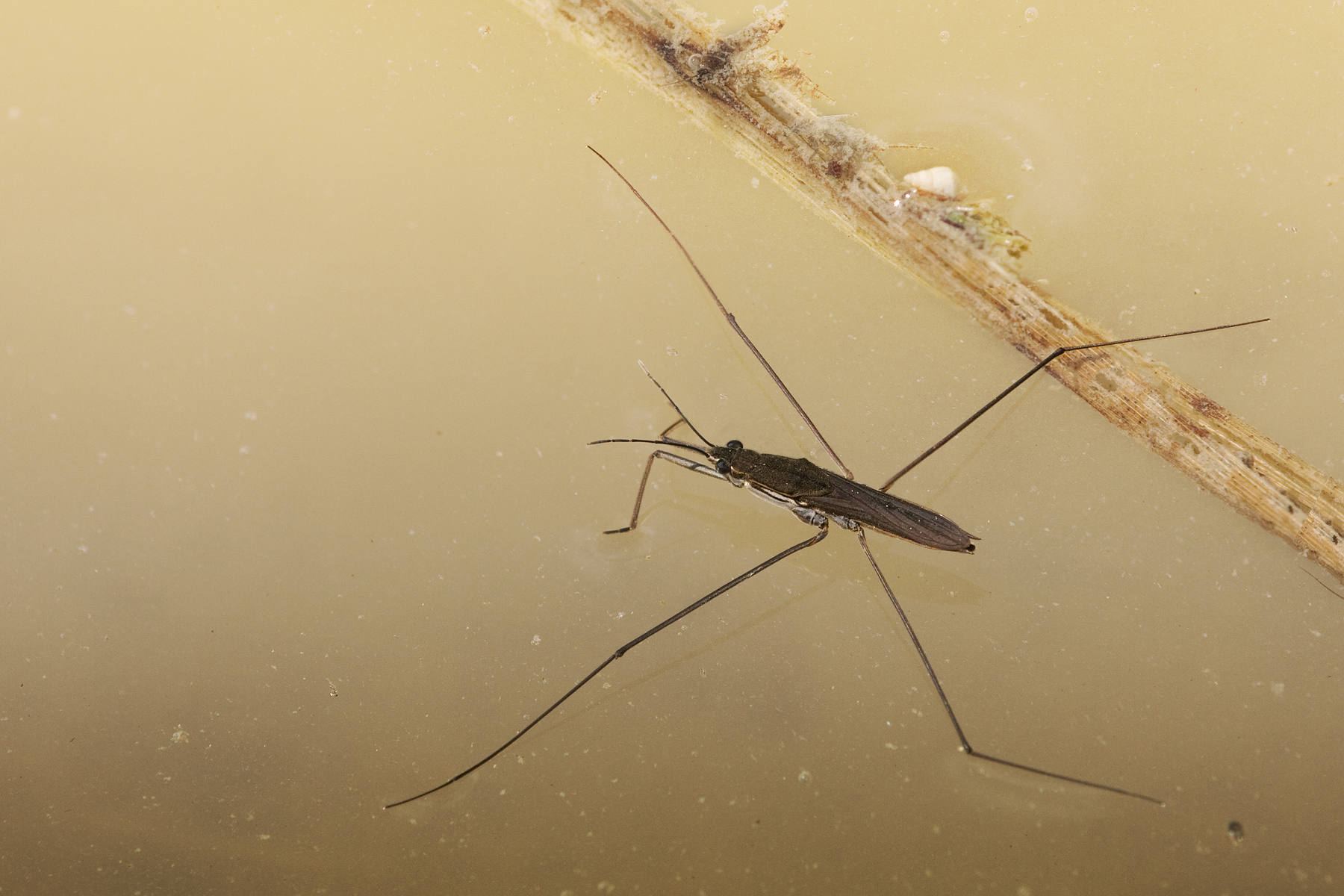
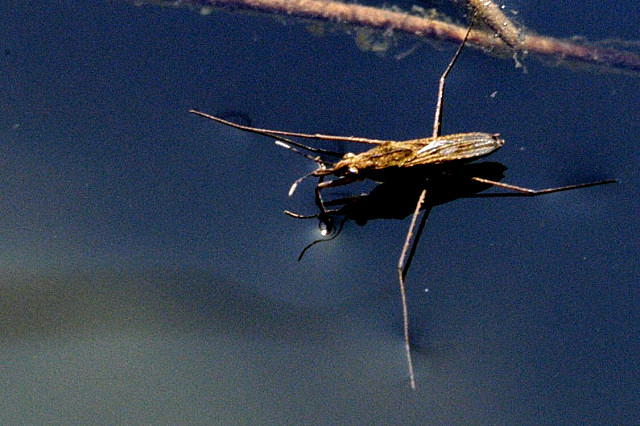
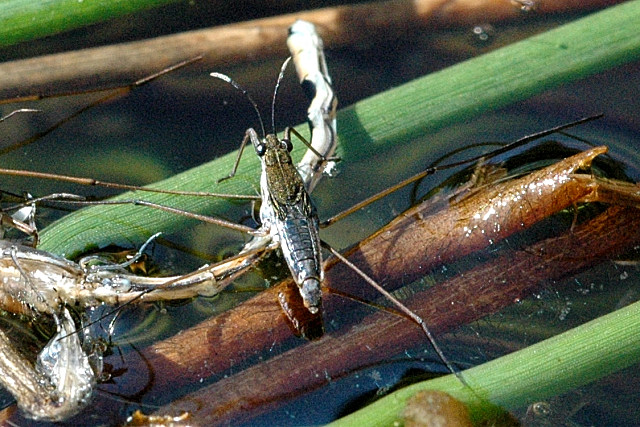
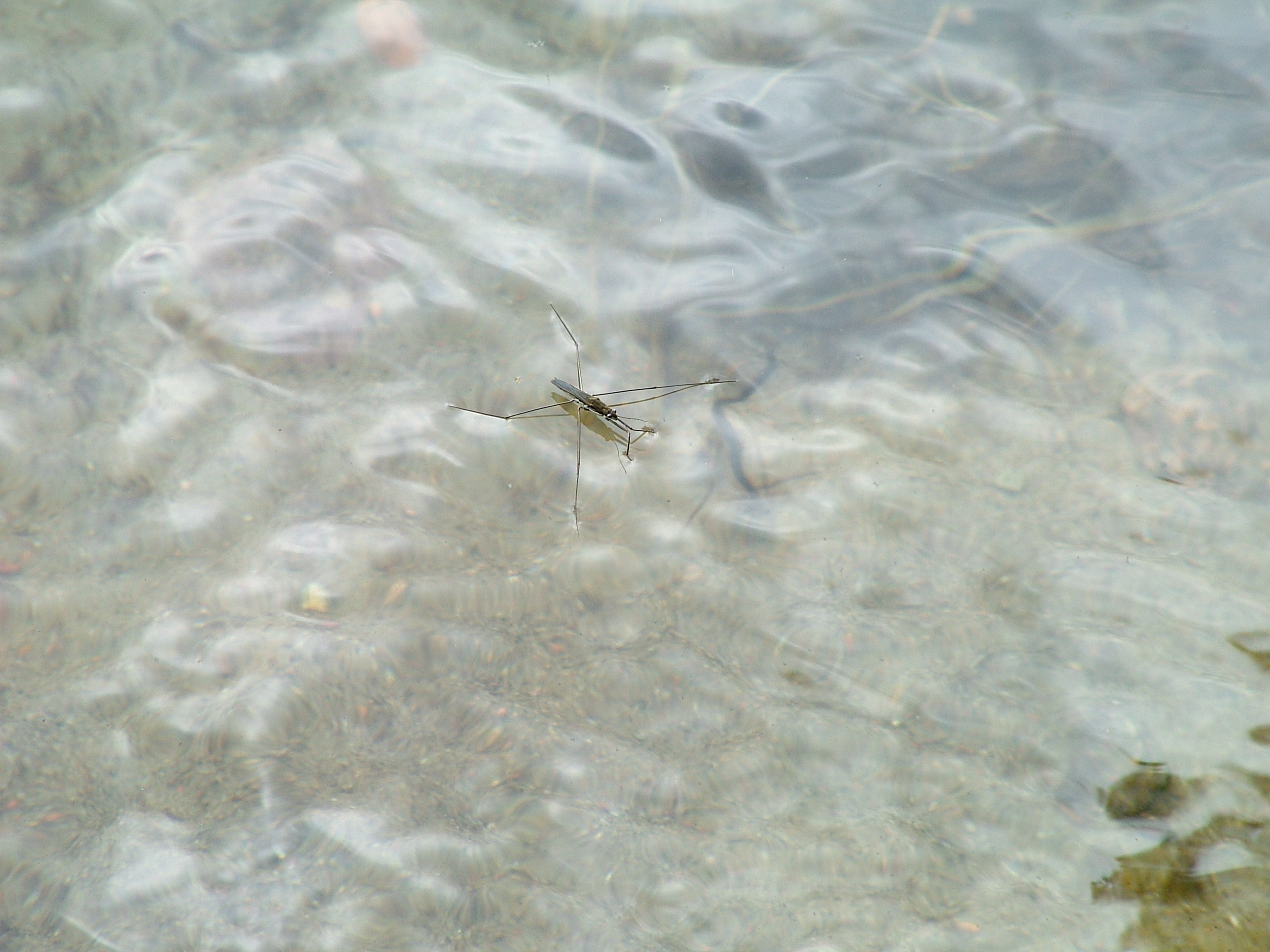
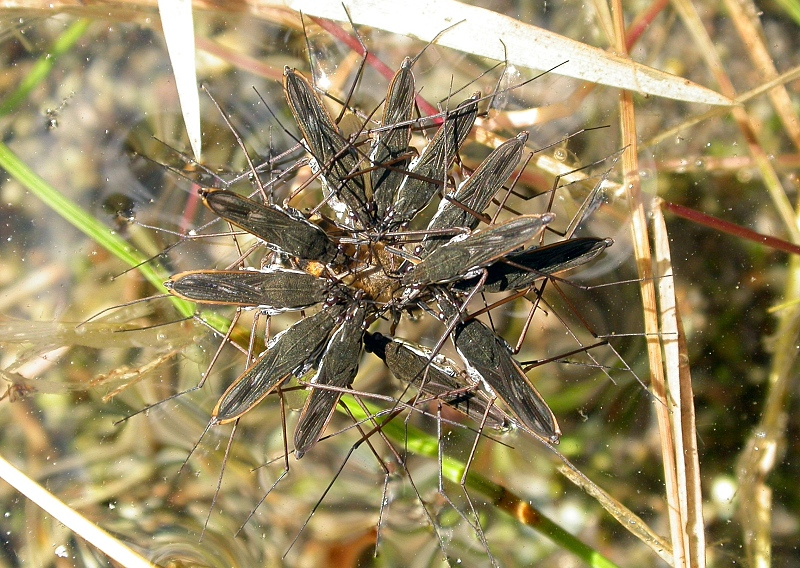